# Балмер, Ральф, барон Балмер
Ральф де Балмер (англ. Ralph de Bulmer; умер до 1356) — английский аристократ, 1-й и единственный барон Балмер с 1344 года. Родился в семье Джона де Балмера и Тифейн де Морвик, между 1330 и 1332 годами занимал должность шерифа Йоркшира. До 11 февраля 1319 года женился на Элис де Киллингхольм, дочери Джона де Киллингхольма, вдове Уолтера Фоконберга, 2-го барона Фоконберга. В этом браке родились сын Ральф (до 1340—1366) и дочь Иво, жена Уолтера Фоконберга, 4-го барона Фоконберга (сына Уолтера Фоконберга-старшего от предыдущего брака). Ни один потомок Ральфа по мужской линии не вызывался в парламент, так что он стал единственным бароном Балмером.